# Op straat
Op straat is een nummer uit 2001 van de Nederlandse zanger Guus Meeuwis en zijn begeleidingsband Vagant. Het is de derde single van hun derde studioalbum 1 voor allen.
Het nummer is een Nederlandstalige bewerking van "Streets of London" van Ralph McTell. Net als het Engelstalige origineel gaat het nummer over mensen aan de onderkant van de samenleving, en dat mensen die goed bij kas zijn niets te klagen hebben vergeleken met deze mensen. "Op straat" bereikte de 62e positie in de Nederlandse Single Top 100.

## Hitlijsten

### Single Top 100
| Hitnotering: 05-05-2001 t/m 19-05-2001 | Hitnotering: 05-05-2001 t/m 19-05-2001 | Hitnotering: 05-05-2001 t/m 19-05-2001 | Hitnotering: 05-05-2001 t/m 19-05-2001 | Hitnotering: 05-05-2001 t/m 19-05-2001 |
| Week                                   | 1                                      | 2                                      | 3                                      |                                        |
| -------------------------------------- | -------------------------------------- | -------------------------------------- | -------------------------------------- | -------------------------------------- |
| Positie                                | 62                                     | 70                                     | 82                                     | uit                                    |